# Granat (våben)
 For alternative betydninger, se Granat. (Se også artikler, som begynder med Granat)
Granater er våben, der kastes eller afskydes og forvolder skade ved eksplosion. 

## Granattyper
- Artillerigranat
- Håndgranat
- Kardæsk (våben)
- Mortergranat
- Lysgranat
- Røggranat

| Militær | Spire Denne artikel om militær er en spire som bør udbygges. Du er velkommen til at hjælpe Wikipedia ved at udvide den. |